# Copa de Oro Nicolás Leoz 1995
La Copa de Oro Nicolás Leoz 1995 fue la segunda edición del torneo organizado por la Confederación Sudamericana de Fútbol. Estaba previsto que lo disputasen los cuatro equipos que se habían consagrado campeones en las competiciones de Conmebol de 1994: Independiente, Vélez Sarsfield —los dos de Argentina—, Cruzeiro y São Paulo —ambos de Brasil—. Sin embargo, los dos primeros renunciaron al certamen, alegando falta de fechas y priorizando otros compromisos —Independiente disputaba las instancias finales de la Supercopa Sudamericana, mientras que Vélez Sarsfield marchaba primero en el campeonato local—, por lo que solamente los cuadros brasileños afrontaron la copa.
Casualmente, ambos participantes quedaron emparejados en la misma llave de cuartos de final de la Supercopa de aquel año. Esta situación motivó a Conmebol a que los cruces disputados en aquella competencia fueran los que determinaran, también, al campeón de la Copa de Oro.
Cruzeiro derrotó a São Paulo por intermedio de los tiros desde el punto penal, después de que ambos clubes obtuvieran sendas victorias en condición de visitante por la mínima diferencia.

## Formato y equipos participantes
Tras el desistimiento de los cuadros argentinos, Cruzeiro y São Paulo se enfrentaron en partidos de ida y vuelta para dirimir al campeón. En caso de igualdad en goles después de los dos encuentros, se efectuaron tiros desde el punto penal.
| País                   | Equipo             | Competición ganada                                                           |
| ---------------------- | ------------------ | ---------------------------------------------------------------------------- |
| Brasil 2 participantes | Cruzeiro São Paulo | Campeón de la Copa Máster de Supercopa 1994 Campeón de la Copa Conmebol 1994 |

### Distribución geográfica de los equipos
Distribución geográfica de las sedes de los equipos participantes:

## Resultados

### Ida
| 24 de octubre de 1995 | Cruzeiro | 0:1 (0:1) | São Paulo   | Estadio Mineirão, Belo Horizonte |                             |
| |          |           | Palhinha 7' | Árbitro(s): Wilson de Souza      | Árbitro(s): Wilson de Souza |
| Suspendido a los 47', luego de que Cruzeiro no contara con la cantidad mínima de jugadores en el campo de juego —cuatro expulsados y un lesionado—. Se mantuvo el resultado. |          |           |             |                                  |                             |

|            | POR        | Dida             |        |
|            | DEF        | Paulo Roberto    |        |
|            | DEF        | Vanderci         |        |
|            | DEF        | Rogério Lourenço |        |
|            | DEF        | Nonato           |        |
|            | MED        | Fabinho Silva    |        |
|            | MED        | Juliano Belletti |        |
|            | MED        | Alberto Félix    | 46'    |
|            | DEL        | Marcelo Ramos    |        |
|            | DEL        | Paulinho McLaren | 45+10' |
|            | DEL        | Dinei            | 45+10' |
| Entrenador | Entrenador | Ênio Andrade     |        |

|            | POR        | Zetti            |  |
|            | DEF        | Rogério Pinheiro |  |
|            | DEF        | Gilmar           |  |
|            | DEF        | Marcelo Bordon   |  |
|            | DEF        | Ronaldo Luiz     |  |
|            | MED        | Alemão           |  |
|            | MED        | Toninho Cerezo   |  |
|            | MED        | Donizete         |  |
|            | MED        | Denílson         |  |
|            | DEL        | Palhinha         |  |
|            | DEL        | Caio             |  |
| Entrenador | Entrenador | Telê Santana     |  |

|  | MED | Luiz Fernando Gomes  | 45+10' |
|  | MED | Serginho             | 45+10' |
|  | MED | Luís Fernando Flores | 46'    |

|  |  |  |  |

|  |  |  |  |

| Anotado | 7' | Palhinha | 0:1 |

| Expulsado |  | Rogério Lourenço |
| Expulsado |  | Vanderci         |
| Expulsado |  | Fabinho Silva    |
| Expulsado |  | Marcelo Ramos    |

|  |  |  |

| Lesionado | 47' | Luiz Fernando Gomes |

|  |  |  |

| Árbitro             | Wilson de Souza        |
| Árbitros asistentes | Carlos Pimentel        |
| Árbitros asistentes | Teodoro Castro Linho   |
| Cuarto árbitro      | Marco Antônio da Cunha |

|            | POR        | Dida             |        |
|            | DEF        | Paulo Roberto    |        |
|            | DEF        | Vanderci         |        |
|            | DEF        | Rogério Lourenço |        |
|            | DEF        | Nonato           |        |
|            | MED        | Fabinho Silva    |        |
|            | MED        | Juliano Belletti |        |
|            | MED        | Alberto Félix    | 46'    |
|            | DEL        | Marcelo Ramos    |        |
|            | DEL        | Paulinho McLaren | 45+10' |
|            | DEL        | Dinei            | 45+10' |
| Entrenador | Entrenador | Ênio Andrade     |        |

|            | POR        | Zetti            |  |
|            | DEF        | Rogério Pinheiro |  |
|            | DEF        | Gilmar           |  |
|            | DEF        | Marcelo Bordon   |  |
|            | DEF        | Ronaldo Luiz     |  |
|            | MED        | Alemão           |  |
|            | MED        | Toninho Cerezo   |  |
|            | MED        | Donizete         |  |
|            | MED        | Denílson         |  |
|            | DEL        | Palhinha         |  |
|            | DEL        | Caio             |  |
| Entrenador | Entrenador | Telê Santana     |  |

|  | MED | Luiz Fernando Gomes  | 45+10' |
|  | MED | Serginho             | 45+10' |
|  | MED | Luís Fernando Flores | 46'    |

|  |  |  |  |

|  |  |  |  |

| Anotado | 7' | Palhinha | 0:1 |

| Expulsado |  | Rogério Lourenço |
| Expulsado |  | Vanderci         |
| Expulsado |  | Fabinho Silva    |
| Expulsado |  | Marcelo Ramos    |

|  |  |  |

| Lesionado | 47' | Luiz Fernando Gomes |

|  |  |  |

| Árbitro             | Wilson de Souza        |
| Árbitros asistentes | Carlos Pimentel        |
| Árbitros asistentes | Teodoro Castro Linho   |
| Cuarto árbitro      | Marco Antônio da Cunha |

### Vuelta
| 1 de noviembre de 1995 | São Paulo                    | 0:1 (0:0) (1:4 p.)         | Cruzeiro                                                  | Estadio Pacaembú, São Paulo |                           |
|                        |                              |                            | Dinei 58'                                                 | Árbitro(s): Félix Benegas   | Árbitro(s): Félix Benegas |
|                        |                              | Tiros desde el punto penal |                                                           |                             |                           |
|                        | Alemão · Bordon · André Luiz |                            | Nonato · Paulinho McLaren · Alberto Félix · Gélson Baresi |                             |                           |

|            | POR        | Zetti            |       |
|            | DEF        | Rogério Pinheiro | Salió |
|            | DEF        | Gilmar           |       |
|            | DEF        | Marcelo Bordon   |       |
|            | DEF        | André Luiz       |       |
|            | MED        | Alemão           |       |
|            | MED        | Toninho Cerezo   |       |
|            | MED        | Donizete         |       |
|            | MED        | Denílson         | Salió |
|            | DEL        | Caio             |       |
|            | DEL        | Amarildo         |       |
| Entrenador | Entrenador | Telê Santana     |       |

|            | POR        | Dida             |       |
|            | DEF        | Nonato           |       |
|            | DEF        | Gélson Baresi    |       |
|            | DEF        | Ademir           |       |
|            | DEF        | Serginho         |       |
|            | MED        | Ricardinho       |       |
|            | MED        | Juliano Belletti |       |
|            | MED        | Gustavo Sotelo   | Salió |
|            | MED        | Alberto Félix    |       |
|            | DEL        | Paulinho McLaren | Salió |
|            | DEL        | Roberto Gaúcho   | Salió |
| Entrenador | Entrenador | Ênio Andrade     |       |

|  | DEF | Catê     | Entró |
|  | DEL | Palhinha | Entró |

|  | DEL | Dinei         | Entró |
|  | DEF | Rodrigo Silva | Entró |

|  |  |  |  |

| Anotado | 58' | Dinei | 0:1 |

| Amonestado |  | Marcelo Bordon |

| Amonestado |  | Ricardinho |

|                |                          | 0:1 | Acierto de penal | Nonato           |
| Alemão         | Fallo de penal (atajado) | 0:1 |                  |                  |
|                |                          | 0:2 | Acierto de penal | Paulinho McLaren |
| Marcelo Bordon | Fallo de penal (palo)    | 0:2 |                  |                  |
|                |                          | 0:3 | Acierto de penal | Alberto Félix    |
| André Luiz     | Acierto de penal         | 1:3 |                  |                  |
|                |                          | 1:4 | Acierto de penal | Gélson Baresi    |

| Árbitro | Félix Benegas |

|            | POR        | Zetti            |       |
|            | DEF        | Rogério Pinheiro | Salió |
|            | DEF        | Gilmar           |       |
|            | DEF        | Marcelo Bordon   |       |
|            | DEF        | André Luiz       |       |
|            | MED        | Alemão           |       |
|            | MED        | Toninho Cerezo   |       |
|            | MED        | Donizete         |       |
|            | MED        | Denílson         | Salió |
|            | DEL        | Caio             |       |
|            | DEL        | Amarildo         |       |
| Entrenador | Entrenador | Telê Santana     |       |

|            | POR        | Dida             |       |
|            | DEF        | Nonato           |       |
|            | DEF        | Gélson Baresi    |       |
|            | DEF        | Ademir           |       |
|            | DEF        | Serginho         |       |
|            | MED        | Ricardinho       |       |
|            | MED        | Juliano Belletti |       |
|            | MED        | Gustavo Sotelo   | Salió |
|            | MED        | Alberto Félix    |       |
|            | DEL        | Paulinho McLaren | Salió |
|            | DEL        | Roberto Gaúcho   | Salió |
| Entrenador | Entrenador | Ênio Andrade     |       |

|  | DEF | Catê     | Entró |
|  | DEL | Palhinha | Entró |

|  | DEL | Dinei         | Entró |
|  | DEF | Rodrigo Silva | Entró |

|  |  |  |  |

| Anotado | 58' | Dinei | 0:1 |

| Amonestado |  | Marcelo Bordon |

| Amonestado |  | Ricardinho |

|                |                          | 0:1 | Acierto de penal | Nonato           |
| Alemão         | Fallo de penal (atajado) | 0:1 |                  |                  |
|                |                          | 0:2 | Acierto de penal | Paulinho McLaren |
| Marcelo Bordon | Fallo de penal (palo)    | 0:2 |                  |                  |
|                |                          | 0:3 | Acierto de penal | Alberto Félix    |
| André Luiz     | Acierto de penal         | 1:3 |                  |                  |
|                |                          | 1:4 | Acierto de penal | Gélson Baresi    |

| Árbitro | Félix Benegas |

|                              |
|                              |
| Campeón Cruzeiro 1.er título |

## Estadísticas

### Goleadores
| Jugador  | Club      | Goles |
| -------- | --------- | ----- |
| Dinei    | Cruzeiro  | 1     |
| Palhinha | São Paulo | 1     |